# Serrano del Sol
Serrano del sol è una cultivar di peperoncino della specie Capsicum annuum originaria del Messico.